# آودانکاسی
آودانکاسی (به لاتین: Avdankasy) یک منطقهٔ مسکونی در روسیه است که در چوواشستان واقع شده‌است.